# Looney Tunes: Back in Action
Looney Tunes: Back in Action er en amerikansk animeret spillefilm fra 2003, som blander virkelige optagelser med tegnefilm.

## Info
- Skrevet af: Larry Doyle
- Musik: Jerry Goldsmith
- Udgivet af: Warner Bros.
- Udgivelsesdato: 14. november 2003 (USA)
- Længde: 93 minutter
- Budget: $80,000,000 US

## Danske stemmer
- John Hahn-Petersen - Agent
- Thomas Mørk - Ajax Direktør
- Henrik Koefoed - Daffy And
- Søren Spanning - Damien Drake
- Kristian Boland - DJ Drake
- Trine Dyrholm - Dusty Tails
- Lasse Lunderskov - Elmer Fjot
- Thomas Mørk - Grib
- Nis Bank-Mikkelsen - Horno Livorno
- Peter Zhelder - Instruktør, Sylvester
- Annette Heick - Kate Houghton
- Jens Jacob Tychsen - Mr. Chairman
- Dennis Otto Hansen - Pelle Gris
- Thomas Mørk - Pepe Le Puh
- Vibeke Dueholm - Pip, Bedste
- Dennis Otto Hansen - Snurre Snup
- John Hahn-Petersen WB-Vagt
- Ole Fick – Onkel Hans, Speedy Gonzales
- Lars Thiesgaard – Grimm E. Ulv, Marvin Marsmand, Tasmanske Djævel

### Øvrige Stemmer
- Trine Appel
- Peter Aude
- Timm Mehrens
- Pauline Rehné
- Peter Røschke